# ワイヤレス電力伝送

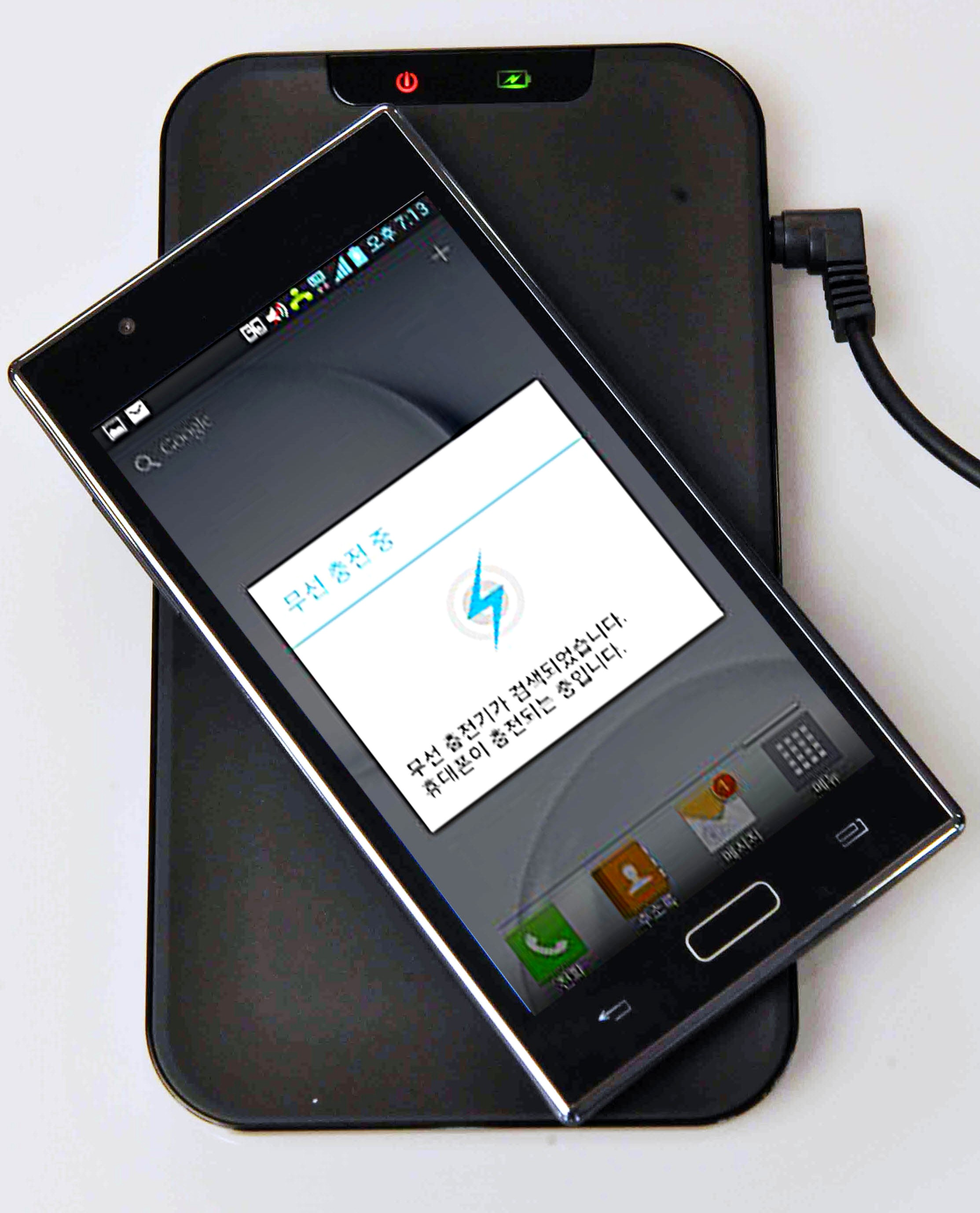
スマートフォンへの非接触電力伝送

ワイヤレス電力伝送（ワイヤレスでんりょくでんそう、英: contactless power transmission、英: wireless power transfer）は、コードレス電話、電気シェーバー、電動歯ブラシなどの機器において、金属接点やコネクタなどを介さずに電力を伝送すること、およびその技術である。ワイヤレス給電、ワイヤレス充電、非接触電力伝送などとも呼ばれる。二次電池を内蔵した機器に電力を送る場合、非接触充電（英: inductive charging）などと呼ばれる。
このうち電磁誘導を利用した技術は電磁気学の相互誘導作用を基本としながら、これに高度共振（英: highly resonant）の概念を導入している。

## 歴史

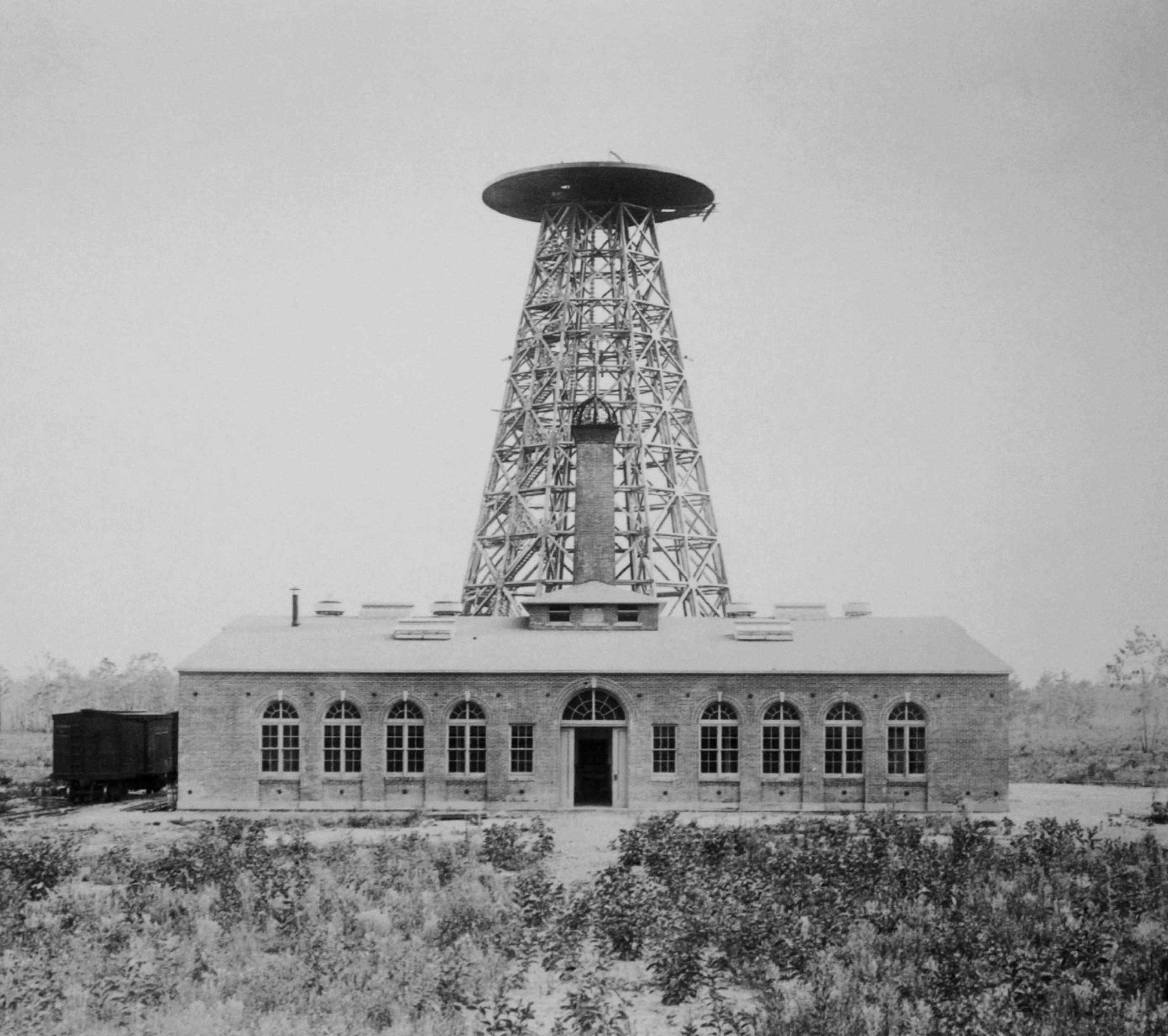
ニコラ・テスラが無線送電の実験に使用したウォーデンクリフ・タワー

構想は20世紀初頭にニコラ・テスラが考案したテスラコイルを用いて世界システムと呼ばれる電力を送る構想があった。これは電離層の反射を利用するというものであり、今で言うならばシューマン共鳴を利用しようとしたものであると考えられるが、当時はまだシューマン共鳴は発見されておらず、また実験している周波数が高過ぎたことにより失敗した。その後、いろいろな研究が進められ、現在では放射エネルギー（マイクロ波）を利用した発電衛星の研究が行なわれている。
非放射のエネルギーである磁場を利用したものを列挙すると、
1891年にBarton R. Shoverにより電車の誘導集電(Electric Railway)として実用化の試みがあった。
1974年にはアメリカの発明家ジョン・ジョージ・ボルガーにより電気自動車への給電の試みが行われていた。
1979年にジョン・ジョージ・ボルガーはスイッチト・キャパシタ方式による電気自動車の電力制御に関する発明を行っている。
1989年にWiTricityの磁界共振と全く同じ原理の回路がエイト電子より出願 されており、同原理をもとに現在はモバイルFeliCaを筆頭に、いろいろな方式が実現されている。いずれも伝送エネルギーは低いものである。
1993年にオークランド大学のジョン・ボーイズらの理論に基づく世界初の非接触給電搬送システム が株式会社ダイフクによって実現された。
1994年に村田製作所の開発者が『磁界共鳴技術』を発表した。
2006年11月にマサチューセッツ工科大学 (MIT)のマリン・ソーリャチッチが「WiTricity」という結合モード理論に基づく磁界共振技術の実用化の可能性を発表した。
2010年7月にはWireless Power Consortium (WPC) によって国際標準規格『Qi』が策定された。5W以下のモバイル端末向けの規格ではあるが国際規格の策定により2011年以降の普及が見込まれており、今後ノートパソコン等を対象とした最大120Wまでの規格策定も行われる。
2023年1月にWPCはQiの後継規格として、AppleのMagSafeをベースとした『Qi2』を策定すると発表した。

## 原理

ワイヤレス給電の方式

非接触での電力供給を可能にする技術としては2017年現在で6種類方式があり、大きく分けると非放射型と放射型とに分かれる。非放射型のうちで電磁誘導を用いた「電磁誘導方式」、電磁誘導方式の改良であって、コイルが共振する際に生じる磁界の調相現象を利用した「磁界共振方式」が有力視されている。
また、放射型としては電力を電磁波に変換しアンテナを介して送受信する「マイクロ波方式」は遠方に届く方式として研究が進められている。
単純な電磁誘導を用いた方式は原理としては電磁誘導そのものであり、磁束を媒体として受信側コイルに送電する。このとき結合係数kが小さいと効率が低下する。kは相互インダクタンスに依存し、これが距離に依存するため、結局は距離によって依存するパラメータとなっていて、離れたコイル間では相互インダクタンスが小さくなり、コイルのほとんどが漏れインダクタンスになってしまうため、この漏れインダクタンスによって生じる短絡インダクタンスが無効電流を増やして銅損を増加させ、効率を低下させる。そのため、小さなコイルを用いた場合は非接触といえないくらいほど近い距離での送電しかできず、主にコードレス電話や電動歯ブラシなどの充電をはじめとして、IH調理器などの近距離送電の用途に用いられるのがせいぜいであった。
電磁誘導方式ではこれを改善するため短絡インダクタンスと共振容量を組み合わせた共振（広義の磁界共振）を早くから採用し、SuicaやiDなどに用いられるFeliCaの伝送距離を伸ばしている。
いずれも少しでも伝送電力を大きくしようとすると送受信デバイスの位置ずれや受信デバイスの磁性体が近づくことによる表皮効果に良く似た現象(近接効果)による損失により効率が低下するのでこれが大電力ワイヤレス電力伝送における課題になっている。

### 二つの磁界共振方式
磁界共振方式については1993年より日本で実用化が始まったオークランド大学の方式 と、2006年11月にマサチューセッツ工科大学 (MIT) が大ギャップ電力伝送の実用化の可能性を発表した 方式がある。これらの方式の大きな違いは共振器を一次側と二次側とに配置するか二次側だけに配置するかにある。どちらの方式が有利かは結合係数の大小によって分かれ、概ね結合係数が0.05よりも大きければ前者が、0.1よりも小さければ後者が有利となる。
MITが発表したものは送電側と受電側の共振器が同じ周波数で共鳴（共振）することにより効率のよい電力伝送ができるという理論によることから、「電磁界共鳴方式」「共振結合方式」とも呼ばれる。開発者であるマリン・ソーリャチッチ(Marin Soljačić)はこの技術を無線 (wireless)  と電気 (electricity) を合わせた造語である「WiTricity」と名付けて 同名の法人を設立した。WiTricityではこの技術についてHighly Resonant Wireless Power Transferであると説明している。この結合は電磁界結合や電磁界共鳴と呼ばれていたが、正確には電界と磁界は別物であり、電界のみを使って電界結合をすることと磁界のみを使って磁界結合をすることとは別々の考えである。当初は電界と磁界の双方を使用することをもって電磁界結合と称すると解釈して解析が進められたが電解と磁界とが共存する場合は互いに悪影響を及ぼすこともわかってきたためにこの呼称は不適切であるとして、現在は磁界共振(英: magnetic resonance、MR）という呼称が適切であるとされている。

2007年MarinSoljačić(MIT)の実験に類型される磁界共振システムの図。

WiTricityの理論説明や概念によれば、磁界共振の原理は遠く離れた音叉が同じ共振周波数によって共鳴する性質を利用したものとされており、コイルとコンデンサで共振する二つの共振器の間における非放射型のエネルギー転送は共鳴場エバネッセント・テールの結合 というものが介在し、この共鳴場の結合によって非放射の電磁的共鳴エネルギートンネル(non-radiative electromagnetic energy resonant tunneling)が生じ、この非放射の電磁的共鳴エネルギートンネルを通じて電力をやりとりすると、結合係数kが0.1あるいはそれ以下という相当な疎結合の状態であっても高効率で送電できるため、電磁誘導よりも長い距離を伝送できると説明される。この点に関してMITの研究者らは無線で電力を転送する新しい方法を発見したと考えている

。
さらにMITの研究者らはワイヤレス電力伝送の説明に微視的な量子力学的電磁場放射の電磁エネルギー共鳴トンネル効果(microscopic field of quantum mechanics radiated electromagnetic energy resonant tunneling effect)に例えて説明しようとした
 がこれは批判された。MITのマリン・ソーリャチッチは当初この共鳴場エバネッセント・テールの結合を伝送路と仮定していたために理論最大効率は50%であると考えていた。そしてこの理論のもとに2m先の電球を25%の効率で点灯し電力伝送に成功したと発表した。ところがその後、この理論の誤りに気づいて理論が修正され、理論最大効率がkQ積に依存するという新たな理論のもとでギャップ1mで約90%、2mで約45%程度の効率を実現した。これは、コイルとコンデンサによって構成される共振回路のQ値を高める（highly resonant）ことにより実現される。Q値は高ければ高いほどよいとされるが、Q値を高め過ぎると高い周波数精度が必要になり、伝送系の設計が困難になる。伝送系の理論効率はkとQとの積kQ積に依存すると言われている。MITの磁界共振方式では二組の共振コイルとは別に電力供給用のコイルと電力取り出し用のコイルをそれぞれの共振器に近づけて配置することが一般的である。MITの方式は送受信デバイスの位置ずれに敏感であるが、効率を犠牲にすることにより送受信デバイスの位置ずれの許容度を高めたり、複数のデバイスに同時に電力を供給することは可能である。高効率を求めると複数のデバイスに対しての送電が困難になるが、高効率かつ大ギャップでの無線電力伝送が実現できることが評価され、IEEEにより「世界を変える7つの技術」に選定され、またその完成後の市場規模は青色発光ダイオードを大きく超えると言われている。
また、電力とデータを同時に伝送できる技術として、サーフェイスLANがある。これは、電磁波の波長以下の領域に現れるエバネセント場を利用した非放射の電力伝送である。
ディズニー・リサーチは環状ソレノイド内の磁束密度がほぼ一定になるという原理を用いて、部屋中のどこへ置いても充電ができるという準静空洞共鳴方式(QSCR:Quasi-static Cavity Resonance)を公表している。これも非放射の磁界共振に分類される技術である。

### 放射型に分類される方式

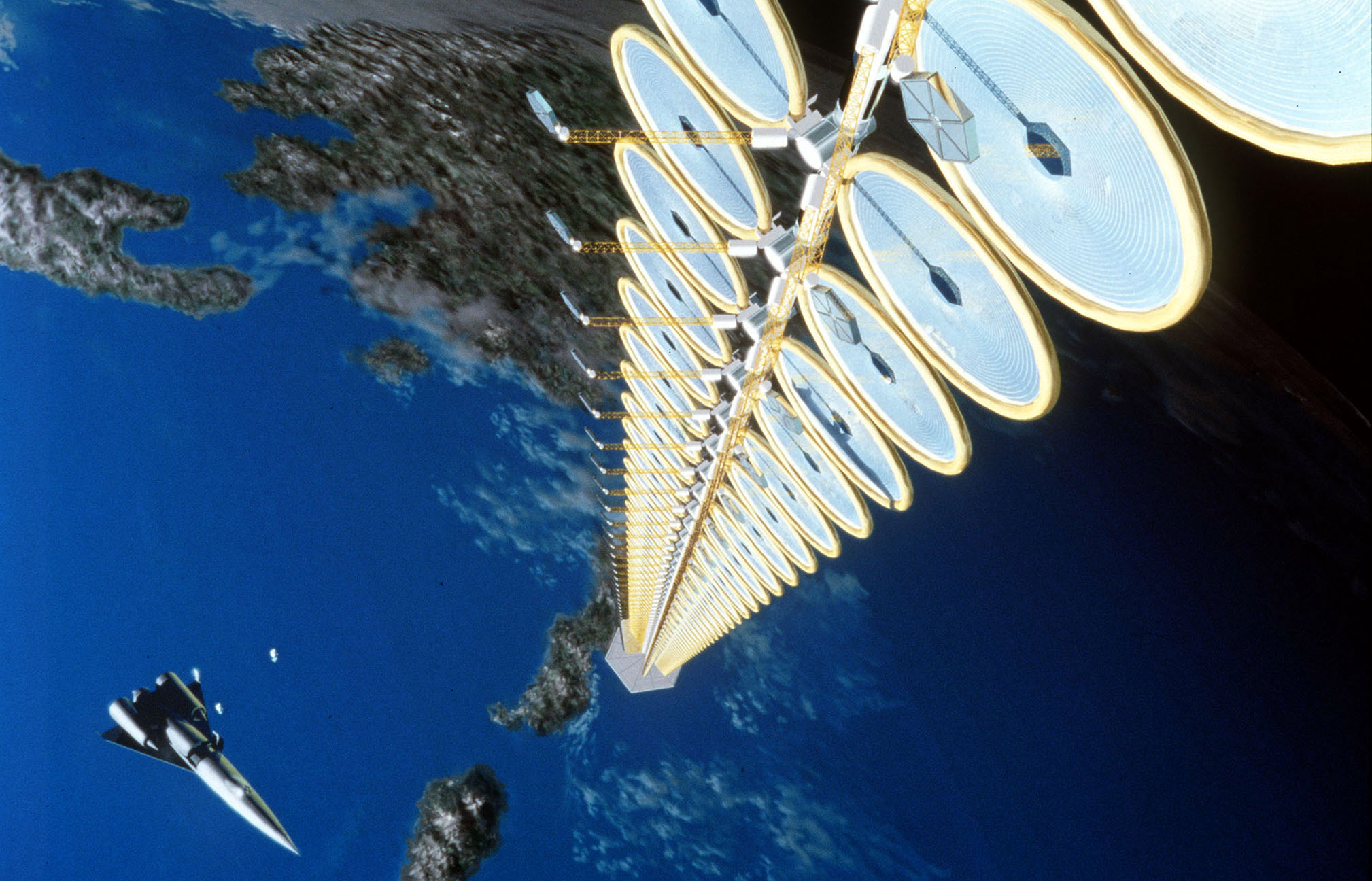
静止軌道に設置された太陽電池パネルで発電してマイクロ波に変換し、地上へ送電しようとするもの(構想)

一方、送電にレーザー光を用いる方法 があるが、これは放射型に分類される。
放射型として、数ワット程度のマイクロ波を用いたCotaやWattupが提案されており、磁界共振よりも遠くに電力伝送ができる技術として注目されている。放射ビームを制御するためにアレイアンテナが用いられる。ソフトバンクは５G基地局を使いてワイヤレスのイヤホンやスマートウオッチなどを電池なしでも使えるようにするとし、2025年に事業化すると発表した。
また宇宙で発電してマイクロ波やレーザー光で地上に電力を送る宇宙太陽光発電も研究されている。
超音波で電力伝送を行うuBeamも提案されている。この技術も放射型に分類される。

## 問題点
一般に、電磁誘導方式、磁界共振方式はともに非放射のエネルギーを利用するべく近傍界で電力のやり取りが行われるため、近傍界で定められた距離以上の伝送は困難である。また、コイルの大きさや結合係数kと共振回路のQ値が伝送距離を大きく左右するため、小さなコイルやコンデンサでは長距離伝送が困難である。
また、いずれの方式も送受信デバイス間の位置ずれに弱く、損失が大きい。損失のうち支配的なものは銅損であり、表皮効果による損失もあるので近距離であっても100%近い効率で伝送できるわけではない。
電磁誘導方式では給電システムを考える際、受信デバイスを検出する必要があるため、大きなコイルを一つ使うよりも小さなコイルを複数用いた装置が実用化されている。
WiTricityの磁界共振方式は結合モード理論（英: Coupled Mode Theory）に基づいているとされるが間違いであり、原理の説明には従来の電磁気学や電気工学で十分なのではないかと言われている。また送信・受信の双方に共振器があり、それらの共振器の共振周波数を正確に合わせる必要がある。さらにインピーダンスマッチング・ネットワーク(IMN)を必須としているが具体的な回路構成が明確でない。さらに結合モード理論ではコイル間の位置ずれによって共振周波数が変化する点について言及がない。実際にはコイル間距離の変化によって共振周波数が変化するためその問題をどうやって結合モード理論に取り入れるか、コイル間距離が近接した場合に現れる双峰特性をどのように解決するかなどの問題が山積みであり、それらを解決するための理論構築や具体的回路設計もできない。
これらの問題、即ち位置ずれに関する自由度はロバスト性と呼ばれているが、MITが提唱する現在の結合理論に基づく限りロバスト性を高めるには効率を犠牲にするしかなく、そのような方法で解決できることは既に確認されている一方、結合モード理論のもとで効率とロバスト性の双方を同時に解決することができるかが試みられたが不可能に終わった。
またAppleが2017年9月12日（現地時間）に開催したApple Special Eventの中でAirPower(充電パッド)の計画が発表され、発売は2018年とされたものが発売遅延が続き、2019年3月29日(現地時間)にAirPowerの開発中止が発表されるなど大手の計画の中断が相次ぎ、ワイヤレス電力伝送技術の未成熟が懸念されている。

### 用語問題
電力伝送に磁界を用いる磁界共振(英: magnetic resonance、MR）という用語は、核磁気共鳴(英: nuclear magnetic resonance、NMR）或いは磁気共鳴(英: magnetic resonance、MR）と呼称が同じになり紛らわしいと言われている。そのためより適切な用語が検討されている。

## 大電力用途への実用化に向けた動き
小電力分野におけるワイヤレス電力伝送は1960年代初頭より共振を利用した誘導電力伝送がペースメーカーや人工心臓などのデバイスを含む埋め込み型医療デバイス で使用され始め、一つの成功を収めている。 初期のシステムでは受信コイル側のみに共振が採用されていたが、後のシステム では送信コイル側にも共振が採用された。 これらの医療機器は低電力の電子機器において、比較的高い効率が実現できるように設計されており、コイルの位置ずれやねじれを効果的に調整している。 埋め込み型アプリケーションにおけるコイル間の間隔はほとんどの場合において20 cm未満である。 現在共振を利用した電力伝送は、多くの市販の医療用埋め込み型デバイスで電力を供給するために数多く使用されている 。
また、特に防水性が求められる為に端子の露出が好まれない電動歯ブラシや電動シェーバーといった分野も採用されて来たが、その他の分野でも非接触型ICカードや や、コードレス電話 などで、少なくとも2006年 - 2007年ごろには既に広く使われる様になっている。
2009年（平成21年）5月25日、日本の総務省はワイヤレス電源の実用化の検討として、ほかの家電製品や人体への影響などの調査を経た上で電波の周波数帯割り当て、電波の干渉などの実用化に向けた課題への検討に入ると共に、同年7月に発表された電波政策懇談会の報告書内容に盛り込み、2015年の実用化を目指した が、多くの課題の解決に至らず、実現しなかった。

オークランド大学ジョン・ボーイズらの方式に類型される磁界共振システムの図。

AGV（無人搬送機）の分野では1993年に現在この分野でトップシェアであるDAIFUKU などを中心に実用化が始まった。これは電磁誘導の受電側に共振コンデンサを組み合わせて共振させたときに磁界の調相現象が起きて送電側の力率が改善され、効率の高い電力伝送ができることを利用したものである。動力への給電に摺動電極を用いないことが大きなメリットとされて自動倉庫他クリーンルームにおける半導体の搬送機として広く普及した。
現在ではオークランド大学のジョン・ボーイズらの提唱 に基づき、受電側のみにhighly resonant(共振のQ値を高くする)を適用することによって伝送距離を大きく伸ばす試みが行われている。これはMITのマリン・ソーリャチッチが提唱している理論とは異なり、電磁誘導の延長として解釈ができる。結合モード理論も非放射の電磁的共鳴エネルギートンネルも利用していないが、磁界共振の結合の本質であるとされるhighly resonantの概念を新たに取り入れたものと考えられる。
超電導リニアの車上電源においては当初ガスタービン発電機を搭載していたが、超電導リニア開発当初から研究を続けている独自の誘導集電方式で、これも磁界の調相現象を利用した広義の磁界共振といえる方式により、精密な周波数/位相制御を行うことによって長距離（10cm以上）かつ高効率の走行中給電を行う誘導集電 技術が確立され、2027年の営業運転までに実用化されることが決まっている。この方式もまた共振変圧器の原理に基づいており、結合モード理論に基づく説明はできない。またオムロン・アミューズメントはテクノフロンティア2017において、これも結合モード理論には基づかない磁界の調相現象を利用した2nd-resonance方式 を展示し、中距離伝送において効率とロバスト性の両立が可能なことを示した。
WiTricityは2016年12月、スイッチト・キャパシタ方式 によるTMN (Tunable Matching Network)を発表し、効率が改善され、異なるコイルシステム間においても電圧レギュレーションの互換性が保てることを示した。これにより、WiTricityの方式は当初のマリン・ソーリャチッチの結合モード理論を離れて磁界の調相現象を利用したジョン・ボーイズらが提唱する方式に大幅に近づくものとなった。そして2019年2月、WiTricityはクアルコムのEVワイヤレス充電部門のQualcomm Haloを買収し、WiTricityの技術はオークランド大学発の技術と統合されることになった。2020年12月にはワイアレス電力伝送の実用化をめぐり、7つの特許が侵害されたとして特許侵害訴訟が提起された。
東京大学生産技術研究所の巻俊宏准教授らは、2018年7月、海中ロボット(水中ロボット)向けのワイヤレス給電技術を開発し、長期間の自律稼働を可能にしたと発表した。送受電間の結合に赤外線同期による磁界共振方式を採用することにより温度や水圧の変化によって生じるパラメータの変化に対しても安定した送受電が行えるようになった。

## 実用例
1984年4月、株式会社ビー・アンド・プラス（旧：日本バルーフ株式会社）は電磁誘導（共振回路方式）を用いて、非接触給電および、信号伝送を同時に行うことを可能にしたセンサーの開発に成功し、製品化した。
1993年、株式会社ダイフクはオークランド大学のジョン・ボーイズらの提唱に基づいて世界初の非接触給電搬送システム を実用化した。
1998年、アールエフは非接触電力伝送を使用したカプセル内視鏡を発表した。従来のカプセル内視鏡では電池を使用していたため、体内で破損時に電解液が漏れる事が懸念されていた。
2006年12月4日、東京大学大学院工学系研究科東京大学国際・産学共同研究センター合同記者発表会にて、東京大学大学院工学系研究科助教授の染谷隆夫と東京大学国際・産学共同研究センター教授の桜井貴康を中心とした研究チームがトランジスタなどを組み合わせたシート型のワイヤレス電力伝送システムの実現に成功した。
2007年、サンワサプライはワイヤレス給電を利用したワイヤレスマウスを発売した。これは、USBで接続したマウスパッドに磁界を発生させることで、マウス内部の回路に電力を供給する構造をとっている
2008年2月6日、国土交通省は路面等に埋め込んだ給電装置から電磁誘導により、非接触で車両側のバッテリーに急速に大量充電し駆動力の一部とするハイブリッドバスを、羽田空港のターミナル間の無料連絡バスとして実際に運行する事を発表した。
2008年8月21日、インテルは2006年に発表されたMITの物理学者の理論を元に、電磁場共鳴技術によるワイヤレス共振エネルギー・リンク (Wireless Resonant Energy Link: WREL) の研究を行っており、サンフランシスコで開催された2008年Intelデペロッパー・フォーラムで研究成果を発表、ワイヤレスで60ワットの電力を発生させることに成功した。インテル最高技術責任者 (CTO) のジャスティン・ラトナーがこの講演時に実際に発生させた60ワットの電力で電球を点灯させているムービーも公開されている。
2008年、セイコーエプソンと村田製作所は、携帯機器を非接触で給電する「携帯型充電器」を試作、2008年11月19日 - 21日にパシフィコ横浜で開催された「Embedded Technology 2008」で出展した。
ソニーは2009年10月2日、電源コードを使わなくても薄型テレビなどのデジタル家電に離れた場所から電力を供給できる「ワイヤレス給電システム」を開発したと発表した。
2010年、昭和飛行機工業は充電スポットに停止するだけでEVに充電できるワイヤレス給電技術をEVバスで実用化に成功した。これは電磁誘導方式を用いており、循環線で1周約5km余りとなるこのバスの走行に必要な電力は、充電スポットに計7分停車することでまかなえる。
2010年、韓国のKISTは、オンライン電気自動車 (Online Electric Vehicle, OLEV) を開発し、非接触電力伝送を利用したバスを実用化した。
2016年3月、豊橋技術科学大学と大成建設は総務省の協力を得て、大学キャンパス内に「電化道路」を敷設した。電化道路とはアスファルト舗装の下に２枚のスチール板をレール状に埋設した道路であり、電界結合によりタイヤ経由で車両へ給電するしくみ（磁界は用いない）。市販の電気自動車から走行用バッテリーをすべて取り外し、電化道路からの給電だけで走行する実験に成功した。

### 実用化された商品
- USB扇風機
- アイロン
- アンプ (楽器用)
- イメージスキャナ
- イヤフォン
- インイヤーモニター
- エレキギター
- エレキベース
- キーボード (コンピュータ)
- キーボード (楽器)
- ゲームコントローラー
- ゲームパッド
- コードレス電話
- コントローラー
- シンセサイザー
- スピーカー
- チェーンソー
- ドライヤー
- トラックボール
- トランシーバー
- ノートパソコン
- バリカン
- プリンター
- ヘアーアイロン
- ヘッドセット (音響機器)
- ヘッドフォン
- ペンタブレット
- マイクロフォン
- マウス
- モデム
- モバイルWi-Fiルーター
- ラジオ
- 芝刈り機
- 除雪機
- 掃除機
- 電気カミソリ
- 電動歯ブラシ